# Comarques de Conca

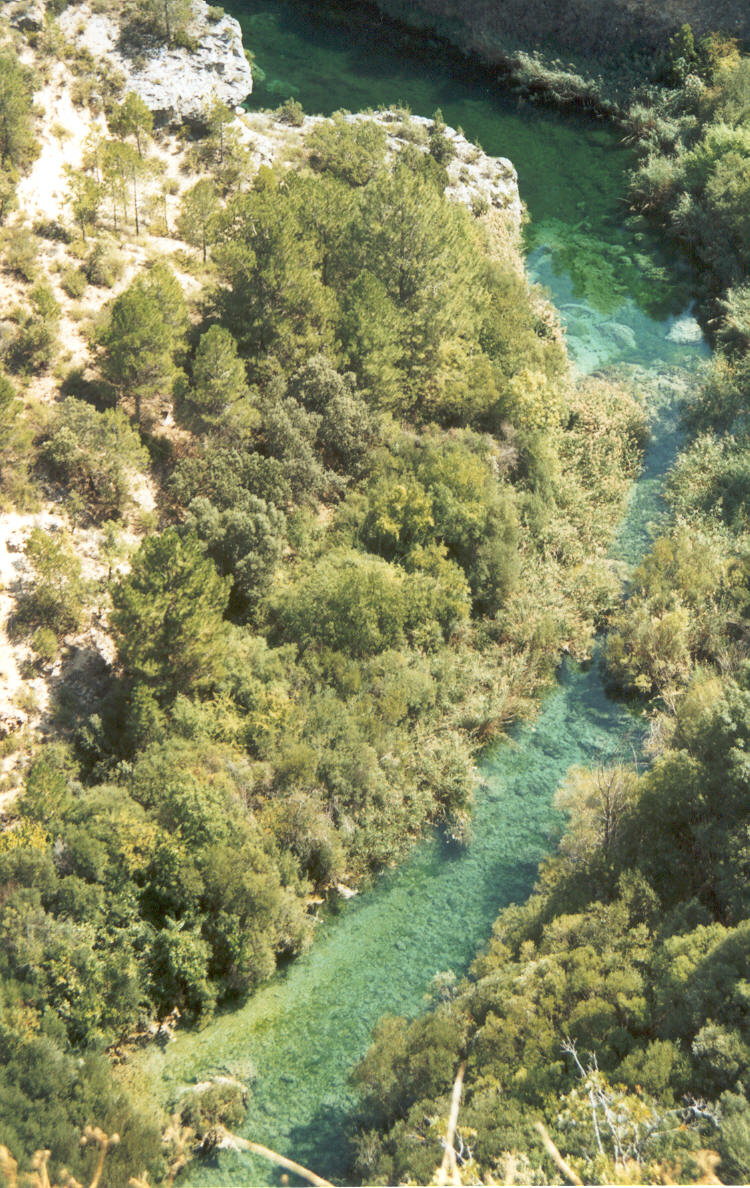
El riu Xúquer des d'El Ventano de El Diablo

Les Comarques de Conca són els territoris que es pot dividir aquesta demarcació del sud-est de la Meseta. Hi ha tres àrees ben diferenciades: la Plana Manxega al sur i el sud-oest, La Alcarria al nord-est i la Serranía al nord i a l'est.
Segons la Diputació Provincial de Cuenca, quan es classifiquen els municipis apareixerien aquestes comarques dins de cada àrea: 
- La Alcarria (La Alcarria Conquense està integrada a la comarca de La Alcarria, que també s'estén per la província de Guadalajara i la Comunitat de Madrid.

- Plana Manxega:
  - La Mancha Alta o la Mancha de Cuenca aquesta comarca està repartida entre les províncies d'Albacete, de Ciudad Real i de Toledo.
  - La Mancha Baja

- La Manchuela La Manchuela Conquense es comparteix amb la província d'Albacete

- Serranía de Cuenca:
  - Serranía Alta
  - Serranía Media - Campichuelo y Serranía Baja